# Specifik yta
Specifik yta är inom ytkemin area per massenhet och används huvudsakligen för att karakterisera pulverformigt eller poröst material. Den specifika ytan är ett mått på hur finfördelat och poröst materialet är. Ju mer finfördelat, desto större specifik yta. Det är ett viktigt mått när materialet ska användas i processer som beror på hur mycket fri materialyta som finns tillgänglig.
Till exempel kan aktivt kol ha en specifik yta på 1000 kvadratmeter per gram, jämfört med enstaka kvadratcentimeter per gram för massiva kolbitar.